# Beckhoff
Beckhoff Automation GmbH — немецкий производитель оборудования для автоматизации различного класса мощности как в виде системных решений, так и отдельных компонентов.
Компания делает упор на ПК-совместимое оборудование для управления, промышленные ПК, встраиваемые ПК (Embedded-PC), модули ввода-вывода (Busterminals), приводная техника и программное обеспечение для автоматизации. В 2003 году Beckhoff представила на рынке технологию EtherCAT для управления в реальном времени системами по сети Ethernet.
Штаб-квартира Beckhoff находится в городе Ферль на востоке земли Северный Рейн - Вестфалия и объединяет центральные отделы разработки, производства, управления, сбыта, маркетинга, поддержки и сервисного обслуживания.
В концерне работает более 2500 сотрудников по всему миру. Большая часть производства сосредоточена в городе Ферль. Также концерн представлен многочисленными филиалами по всей Германии. В мире компания представлена дочерними компаниями в Австралии, Австрии, Бельгии, Бразилии, Дании, Индии, Испании, Италии, Канаде, Китае, Объединённых Арабских Эмиратах, Польше, России, Словении, США, Турции, Финляндии, Франции, Швеции, Швейцарии и Южной Африке. Через дистрибьюторов компания представлена более чем в 70 странах мира.

## История концерна
Компания под названием «Elektro Beckhoff» была учреждена Арнольдом Бекхоффом в 1953 году. С 2005 года название компании сменилось на Beckhoff Automation GmbH. Сегодня она возглавляется уже вторым поколением семьи Бекхофф — Хансом Бекхоффом. Официальное представительство в России было открыто в 2004 году в Москве. В 2007 году была образована российская дочерняя компания ООО «Бекхофф Автоматизация».

### Развитие продукции Beckhoff
- 1982: P1000 — 1-платный контроллер управления позиционированием
- 1986: PC-Control — первое компьютерное управление станком
- 1988: S1000 — программное обеспечение ПЛК/ЧПУ на ПК (DOS)
- 1989: Lightbus — быстрая волоконно-оптическая шина
- 1990: Промышленные системные платы «всё в одном»
- 1995: Модули ввода-вывода — шинные электронные модули ввода-вывода
- 1996: TwinCAT — (расширенный CoDeSys)программное управление в режиме реального времени под Windows с функциями ПЛК и ЧПУ
- 1998: Панель управления — выносное управление промышленными компьютерами
- 1999: Fieldbus Box — система ввода-вывода с классом защиты IP67
- 2002: CX1000 — модульные встраиваемые компьютеры, монтируемые на DIN-рейку
- 2003: EtherCAT — Ethernet-система в реальном режиме времени
- 2005: TwinSAFE — решение по противоаварийной защите для системы ввода-вывода
- 2005: AX5000 — EtherCAT-сервоусилитель
- 2007: Промышленные системные платы с клеймом «Made in Germany»
- 2008: XFC — eXtreme Fast Control Technology
- 2009: HD Bus Terminals — 16-канальные модули в 12-мм корпусе
- 2010: TwinCAT 3 — расширение возможностей автоматизации
- 2011: AM8000 — серводвигатели с 1-кабельной технологией подключения к сервоусилителю
- 2012: Мультитач панели — панельные ПК и промышленные мониторы с сенсорной технологией «multi-touch»
- 2012: XTS — масштабируемая система транспортировки с беспроводными модулями движения

## Beckhoff в России
В России компания представлена с 2004 года в виде официального представительства. В 2007 году учреждено дочернее предприятие ООО «Бекхофф Автоматизация», которое возглавил генеральный директор Голубцов Иван Николаевич.
Главный офис ООО «Бекхофф Автоматизация» находится в Москве — ул. Старая Басманная, д.14/2 стр.2 и располагает центральным складом, центром обучения, отделом технической поддержки. У компании имеются филиалы в Санкт-Петербурге, Самаре, Екатеринбурге, Новосибирске, а также инженерный центр компетенций по приводной технике во Владимире.

## Область применения
Beckhoff — пионер в развитии многих основополагающих направлений современной автоматизации. Главными областями применения продукции Beckhoff являются энергетика, АСУТП в нефтяной, газовой и химической промышленности, транспортные системы, котельные, насосные и ИТП, ветроэнергетика, автоматизация фабрик, заводов, зданий и объектов ЖКХ. С 2000 года скорейшими темпами растёт сегмент автоматизации зданий как в частном, так и в корпоративном секторах.
Начиная с 2013 года, вместе с открытием приводного компетенц-центра во Владимире, активно продвигается сервопривод для применения в станкостроении и прецизионных системных решениях (металло- и деревообработка, робототехника, упаковочная промышленность, конвейерная транспортировка и специализированные комплексные системы).

## Продукция Beckhoff
Компания Beckhoff производит 4 основных вида продукции: промышленные компьютеры, системы ввода-вывода, сервоприводы, программное обеспечение для автоматизации TwinCAT.

### Промышленные ПК
Beckhoff специализируется на промышленных компьютерах, по объёмам производства которых, на сегодняшний день фирма занимает второе место в Германии. Возросшие объёмы выпуска продукции позволили организовать в Германии собственное производство материнских плат.
Линейка промышленных компьютеров состоит из:
- встраиваемых промышленных ПК и серверов,
- панельных ПК и панелей управления,
- компактных модульных компьютеров с непосредственным подключением ввода-вывода,
- материнских плат для промышленных компьютеров.

Высокопроизводительные панельные ПК компании Beckhoff в сверхкомпактном корпусе малой толщины, обеспечивают все функциональные возможности, необходимые для эффективного управления оборудованием. Разумеется, они отвечают основным требованиям, предъявляемым в промышленности — прочность, надежность и постоянная доступность для заказа и ремонта.
Серия маленьких, но производительных, ПК-совместимых контроллеров серии Embedded PC отличаются друг от друга производительностью процессора, от простых процессоров типа ARM до мощных процессоров Intel Pentium и Celeron. Они предназначены для решения задач автоматизации различной сложности от управления инженерными системами здания и домашней автоматизации до управления большими технологическими линиями с количеством сигналов ввода-вывода, измеряемых тысячами.
Промышленные ПК разной конструкции с широким разнообразием дополнительных функций оснащаются высокопроизводительными компонентами на основе открытых стандартов.

### Системы ввода-вывода
Одним из основных направлений деятельности компании Beckhoff является разработка и производство систем ввода-вывода, которая включает в себя модули EtherCAT, Bus Terminal Fieldbus Box и Lightbus. Модульная система ввода-вывода включает в себя более 400 модулей. Модули выполнены в 12 мм корпусе и обеспечивают высокую плотность монтажа.
Beckhoff производит 4 системы ввода/вывода:
- Bus Terminals (классическая система с самым большим в мире количеством типов сигналов),
- EtherCAT I/O (система нового поколения, внешне похожая на Bus Terminals, но существенно более скоростная, а также имеющая ряд других преимуществ),
- Fieldbus Box (система для жестких условий эксплуатации — соответствует классу защиты IP67),
- Lightbus (оптическая система, устойчивая к сильным электромагнитным помехам и наводкам в условиях промышленных производств).

### Приводная техника
Приводная техника Beckhoff представляет собой полноценную современную приводную систему, состояющую из управляющего модуля (мастера EtherCAT-шины, сервоусилителей и двигателей). Компьютерная технология автоматизированного управления Beckhoff адаптирована как для выполнения классических задач позиционирования, так и для реализации сложных пространственных многоосевых взаимодействий с высокими требованиями к точности и динамике.
Beckhoff предоставляет разработчикам полноценный набор компонентов для создания систем позиционирования:
- Сервоусилители,
- Синхронные двигатели,
- Линейные сервомоторы,
- Шаговые двигатели,
- Планетарные редукторы.

Универсальная серия сервоусилителей Beckhoff AX5000, разработанная для интеграции с системы с промышленной шиной EtherCAT, отличается высочайшей точностью и динамикой:
- диапазон регулирования — до 1:10 000 000,
- цикл обсчёта контроллеров тока, скорости, положения: 62.5 мкс.

C 2012 года Beckhoff продвигает на рынок однокабельную технологию (OCT) подключения серводвигателей AM8000 (недоступная ссылка) к сервоусилителю AX5000, позволяющую обеспечить экономию (особенно в распределённых системах управления) за счёт исключения из системы кабеля обратной связи. При этом сигнал обратной связи поступает от датчика положения двигателя в сервоусилитель по каналам термодатчика двигателя (арбитраж показаний термодатчика и датчика положения двигателя выполняется на уровне платы управления сервоусилителя автоматически).
Сервоусилители AX5000 выпускаются в широком диапазоне мощностей — с номинальным выходным током от 1,5 А до 170 А. Версии сервоусилителей с выходным током от 1,5 А до 6 А также представлены в 2-канальном исполнении, позволяющем подключить к одному сервоусилителю сразу 2 двигателя.
Уже в базовой модификации сервоусилитель AX5000 укомплектован встроенными фильтром/дросселем и тормозным резистором, поддерживает работу с различными типами двигателей (асинхронные, серво, линейные и моментные), позволяет выполнить коммутацию подавляющего большинства современных интерфейсов датчиков обратной связи: Sin/Cos 1Vp, TTL 5V, Resolver, SSI, HTL, Hyperface, EnDat и др. Работа с асинхронными двигателями может быть реализована как в замкнутом, так и в открытом контуре регулирования (по U/f характеристике).

### Программное обеспечение для автоматизации TwinCAT
Для программирования логических контроллеров, управления приводом, конфигурирования устройств ввода-вывода, а также для создания интерфейсов визуализации компания Beckhoff разработала специализированное программное обеспечение TwinCAT. Последняя разработка компании — среда конфигурирования и разработки TwinCAT 3, дает новые возможности по интеграции пользовательских функций (C++, MathCAD и т. п.), при этом сохранила все достоинства предыдущих версий. Программирование ПЛК может быть реализовано с помощью пяти языков стандарта МЭК 61131-3.
Для автоматизации станков с ЧПУ и роботов Beckhoff использует специализированные пакеты TwinCAT PTP, TwinCAT NCI и TwinCAT CNC. Последние два позволяют организовать сложное интерполяционное взаимодействие между несколькими осями (максимально до 32 координат). Применение TwinCAT CNC совместно с дополнительным пакетом Kinematic Transformation позволяет автоматизировать сложные обрабатывающие центры, а также многоосевые роботы-манипуляторы. Программирование системы ЧПУ производства Beckhoff выполняется в G-коде (стандарт DIN 66025)